# Brama Grodzka w Lublinie
Brama Grodzka lub Brama Żydowska – brama miejska w Lublinie, pozostałość pierwszych murowanych elementów obwarowań miasta, wybudowanych w 1342 roku, po zezwoleniu Kazimierza III Wielkiego. Obecny zabytek ma kształt nadany mu w 1785 roku przez nadwornego architekta króla Stanisława Augusta Poniatowskiego, Dominika Merliniego.
Brama Grodzka zwana była także Bramą Żydowską, ponieważ była przejściem pomiędzy Starym Miastem, a dzielnicą żydowską.
Obecnie w Bramie Grodzkiej znajduje się siedziba Ośrodka „Brama Grodzka - Teatr NN”.

## Remonty
Pierwszy remont po 1989 roku trwał od 1994 do 2000 roku. Prace renowacyjne polegały na: podbiciu fundamentów, wymianie dachu i adaptacji poddasza, wykonaniu elewacji, montażu instalacji elektrycznej i ciepłowniczej, wymianie stolarki okiennej i drzwiowej.
W latach 2008–2009 przeprowadzono remont generalny sklepienia Bramy. 30 lipca 2008 roku podczas prac nad elewacją budynku odkryto, że od okresu II wojny światowej mogła w każdej chwili runąć na przechodniów.
Podczas remontu w 1954 roku robotnicy jedynie odnowili zabytek, by pochwalić się nim przed Bolesławem Bierutem – elewacja, podobnie jak większość kamienic Starego Miasta, odnowiona została na X-lecie PRL. Przywrócono wtedy także wazy na postumentach i wyzłocono monogram Stanisława Augusta. Pęknięcia u stropu pozostały jednak niezabezpieczone.

## Galeria

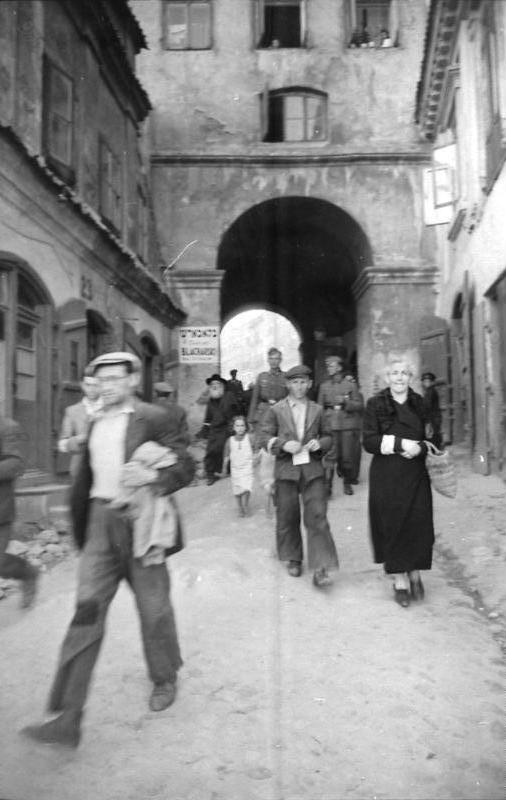
Zdjęcie z 1941 r. Brama Grodzka funkcjonowała wówczas jako przejście do lubelskiego getta.
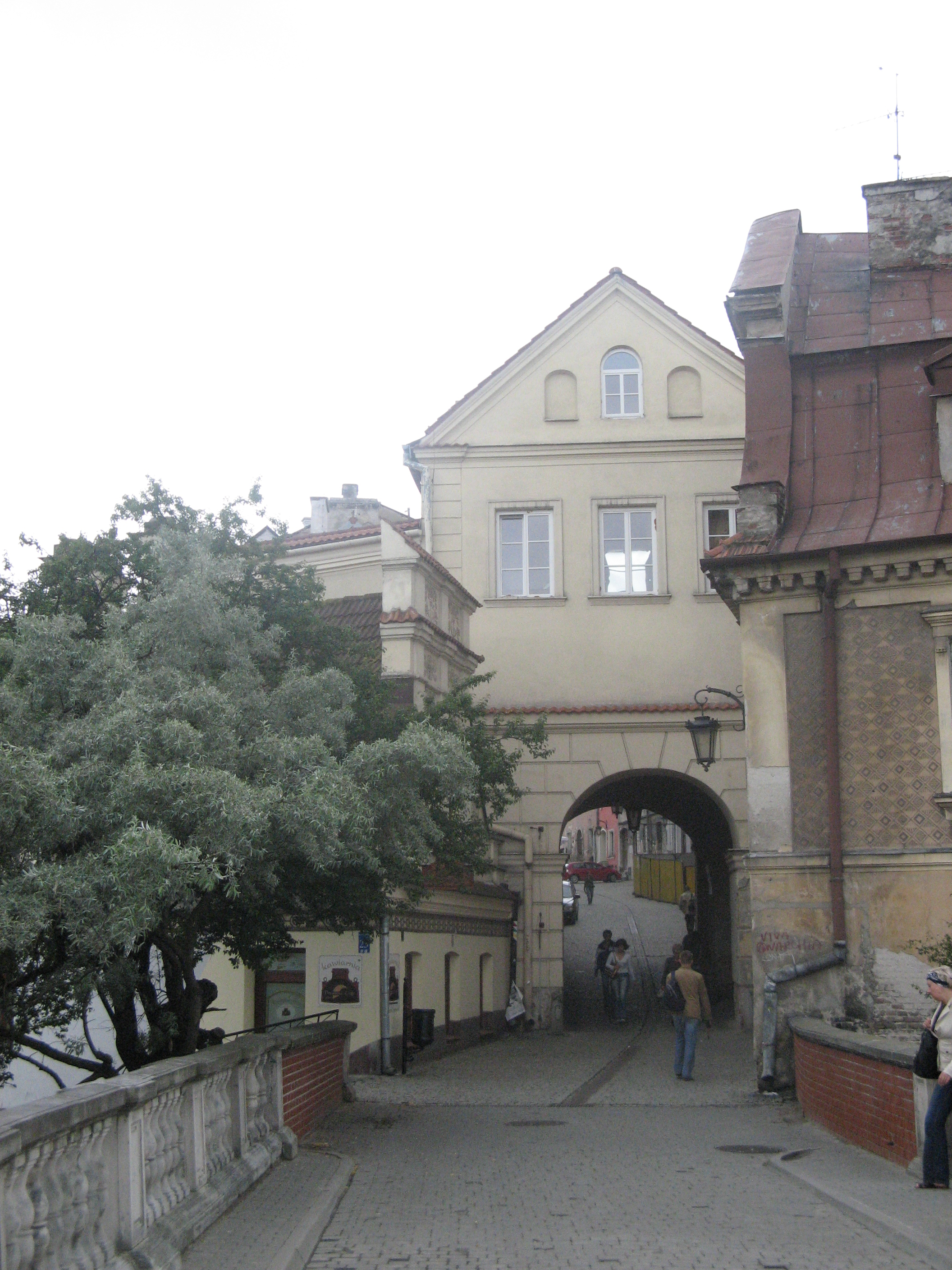
Widok od strony Zamku.
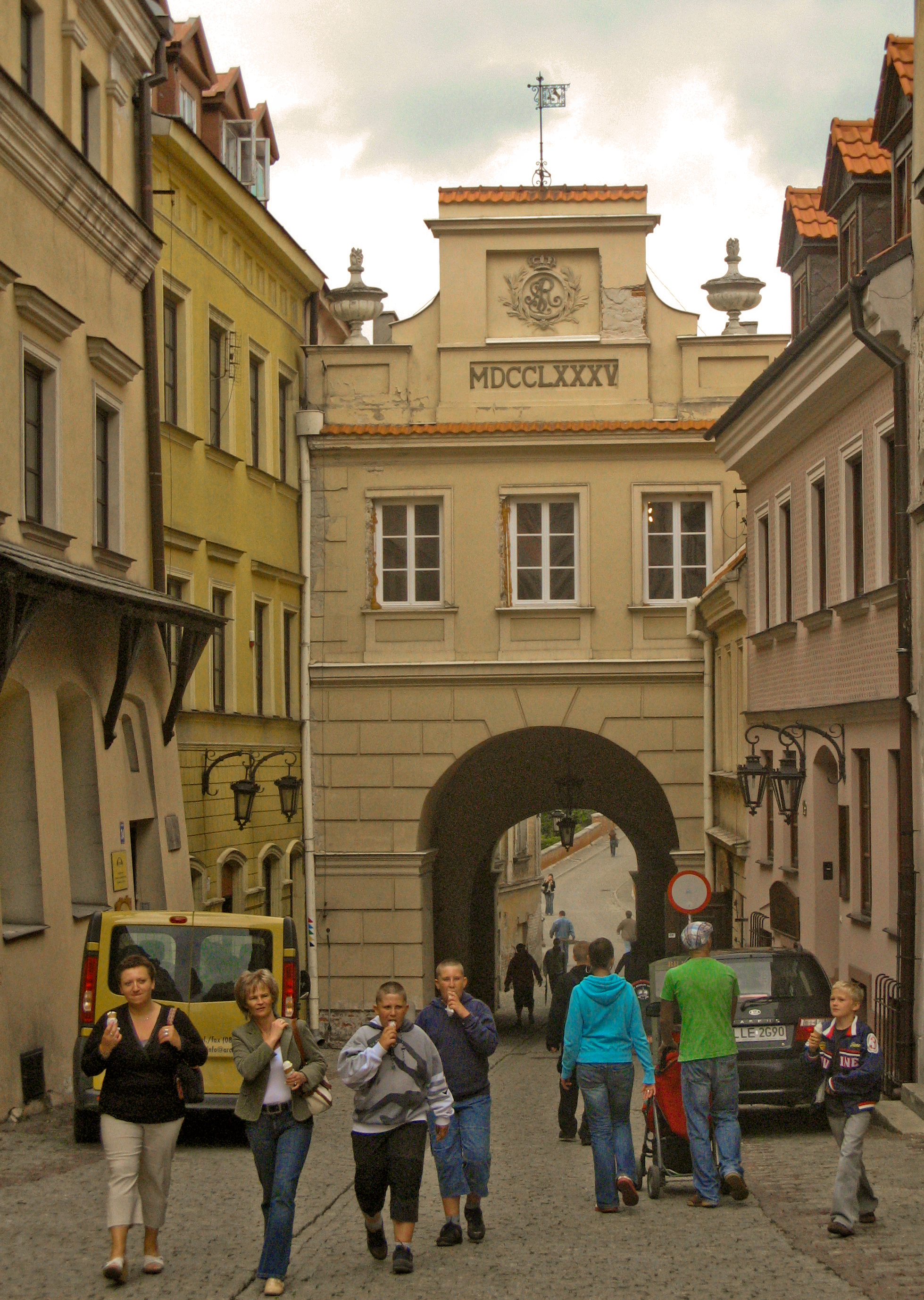
Brama Grodzka przed remontem z roku 2008.